# (7324) Carret
(7324) Carret est un astéroïde de la ceinture principale.

## Description
(7324) Carret est un astéroïde de la ceinture principale. Il fut découvert le 31 janvier 1981 à Harvard par l'observatoire de l'université Harvard. Il présente une orbite caractérisée par un demi-grand axe de 2,42 UA, une excentricité de 0,23 et une inclinaison de 10,1° par rapport à l'écliptique.

## Compléments